# 四氯鋁酸鋰

四氯铝酸锂(別名： LAC 、氯化铝锂）是一种無機化合物，鋰離子的四氯鋁酸鹽，示性式为Li+[AlCl4]- 。 
四氯铝酸锂的亚硫酰氯溶液是一些锂电池的液体阴极和电解质，例如锂亚硫酰氯电池。另一种阴极电解质配方是四氯铝酸锂+亚硫酰氯+二氧化硫+溴。

其他可能在锂电池电解液中使用的盐类有溴化锂、過氯酸鋰、四氟硼酸锂和六氟磷酸锂；不太常见的有氯化锂、碘化锂、氯酸锂、硝酸鋰、六氟砷酸锂、六氟硅酸鋰、雙(三氟甲基磺醯)氨基鋰和三氟甲磺酸锂。